# Chambre des députés (Roumanie)
Pour les autres articles nationaux ou selon les autres juridictions, voir Chambre des députés.
Xe législature
Palais du Parlement
La Chambre des députés (en roumain : Camera Deputaților) est la chambre basse du Parlement roumain. Elle se compose de 330 sièges de députés élus tous les quatre ans au suffrage universel direct. La Chambre siège au Palais du parlement à Bucarest, là où siège également le Sénat.

## Système électoral
La Chambre des députés est constituée de 330 sièges — dont 18 réservés aux différentes minorités ethniques — pourvus pour quatre ans au scrutin proportionnel plurinominal avec listes bloquées dans 43 circonscriptions, dont 41 correspondants aux județe, une à la capitale Bucarest et une dédiée à la diaspora,.. Le nombre de sièges par circonscription est proportionnel au nombre de citoyens y résidant selon le recensement effectué l'année précédente par l'Institut national de statistique. En 2024, la répartition est ainsi faite à raison d'un siège pour 73 000 habitants, avec un minimum de 4 sièges par circonscription,,.
Pour être éligibles, les candidats doivent être citoyen roumain, avoir au moins 33 ans, ne pas présenter de faiblesses mentales, et ne pas être privé du droit de vote en vertu d'une décision de justice.
La répartition des sièges après décompte des voix se fait entre les partis ayant franchis le seuil électoral de 5 % du total des suffrages exprimés au niveau national, ou 20 % dans au moins quatre circonscriptions. Le seuil est relevé à 8 % pour les coalitions de deux partis, 9 % pour celles de trois et 10 % pour les coalitions d'au moins quatre partis.

## Liste des présidents
| Période     | Nom                                     | Parti    |
| ----------- | --------------------------------------- | -------- |
| 1990-1992   | Marțian Dan (ro)                        | FSN      |
| 1992-1996   | Adrian Năstase                          | FDSN     |
| 1996-2000   | Ion Diaconescu (en)                     | PNȚCD    |
| 2000-2004   | Valer Dorneanu (en)                     | PDSR/PSD |
| 2004-2006   | Adrian Năstase                          | PSD      |
| 2006-2008   | Bogdan Olteanu                          | PNL      |
| 2008-2012   | Roberta Anastase                        | PDL      |
| 2012-2016   | Valeriu Zgonea                          | PSD      |
| 2016        | Florin Iordache                         | PSD      |
| 2016-2019   | Liviu Dragnea                           | PSD      |
| 2019        | Carmen-Ileana Mihălcescu (ro) (intérim) | PSD      |
| 2019-2020   | Marcel Ciolacu                          | PSD      |
| 2020        | Carmen-Ileana Mihălcescu (ro) (intérim) | PSD      |
| 2020-2021   | Ludovic Orban                           | PNL      |
| 2021        | Florin-Claudiu Roman (ro) (intérim)     | PNL      |
| 2021        | Sorin Grindeanu (intérim)               | PSD      |
| 2021-2023   | Marcel Ciolacu                          | PSD      |
| 2023-2024   | Alfred-Robert Simonis (ro) (intérim)    | PSD      |
| 2024        | Vasile-Daniel Suciu (ro)                | PSD      |
| depuis 2024 | Ciprian-Constantin Șerban (ro)          | PSD      |

## Groupes parlementaires
Un groupe parlementaire est composé d'au minimum 10 députés. Ils doivent être aussi au moins dix à avoir été élus sous la même étiquette.
| Groupe | Groupe               | Parti                | Parti                               | Sièges | Président             |
| ------ | -------------------- | -------------------- | ----------------------------------- | ------ | --------------------- |
|        | PSD                  |                      | Parti social-démocrate              | 86     | Alfred-Robert Simonis |
|        | PSD                  | Indépendants         | 7                                   |        | Alfred-Robert Simonis |
|        | AUR                  |                      | Alliance pour l'unité des Roumains  | 62     | George Simion         |
|        | PNL                  |                      | Parti national libéral              | 49     | Gabriel Andronache    |
|        | PNL                  | Indépendants         | 1                                   |        | Gabriel Andronache    |
|        | USR                  |                      | Union sauvez la Roumanie            | 40     | Liviu-Ionuț Moșteanu  |
|        | SOS                  |                      | S.O.S. Roumanie                     | 20     |                       |
|        | POT                  |                      | Parti de la jeunesse                | 14     |                       |
|        | UDMR                 |                      | Union démocrate magyare de Roumanie | 22     | Botond Csoma          |
|        | Minorités nationales | Minorités nationales | Minorités nationales                | 17     | Varujan Pambuccian    |
|        | Non affiliés         | Non affiliés         | Non affiliés                        | 12     | –                     |

## Composition historique
| Élections | FSN PD PDL | FDSN PDSR PSD | PNL | PNȚCD | UDMR | PRM | PUNR | PUR PC ALDE | PMP | USR USR PLUS | Minorités | Autres | Total |
| --------- | ---------- | ------------- | --- | ----- | ---- | --- | ---- | ----------- | --- | ------------ | --------- | ------ | ----- |
| 1990      | 263        | -             | 29  | 12    | 29   | -   | 9    | -           | -   | -            | 12        | 36     | 396   |
| 1992      | 43         | 117           | 82  | 82    | 27   | 16  | 30   | -           | -   | -            | 13        | 13     | 341   |
| 1996      | 53         | 91            | 122 | 122   | 25   | 18  | 19   | -           | -   | -            | 18        | -      | 343   |
| 2000      | 31         | 155           | 30  | -     | 27   | 84  | -    | -           | -   | -            | 18        | -      | 345   |
| 2004      | 48         | 113           | 64  | -     | 22   | 48  | -    | 19          | -   | -            | 18        | -      | 332   |
| 2008      | 115        | 110           | 65  | -     | 22   | -   | -    | 4           | -   | -            | 18        | -      | 334   |
| 2012      | 52         | 150           | 100 | 1     | 18   | -   | -    | 13          | -   | -            | 18        | 60     | 412   |
| 2016      | -          | 154           | 69  | -     | 21   | -   | -    | 20          | 18  | 30           | 17        | -      | 329   |
| 2020      | -          | 110           | 93  | -     | 21   | -   | -    | -           | -   | 55           | 18        | 33     | 330   |
| 2024      | -          | 86            | 49  | -     | 22   | -   | -    | -           | -   | 40           | 19        | 115    | 331   |

### Féminisation de la Chambre
- 1990[8] : 17 élues (4,29 %)
- 1992[9] : 13 élues (3,81 %)
- 1996[10] : 25 élues (7,29 %)
- 2000[11] : 38 élues (11,01 %)
- 2004[12] : 38 élues (11,46 %)
- 2008[13] : 38 élues (11,38 %)
- 2012[14] : 55 élues (13,35 %)
- 2016 : 64 élues (19,46 %)
- 2020 : ??